# ミエログラフィー

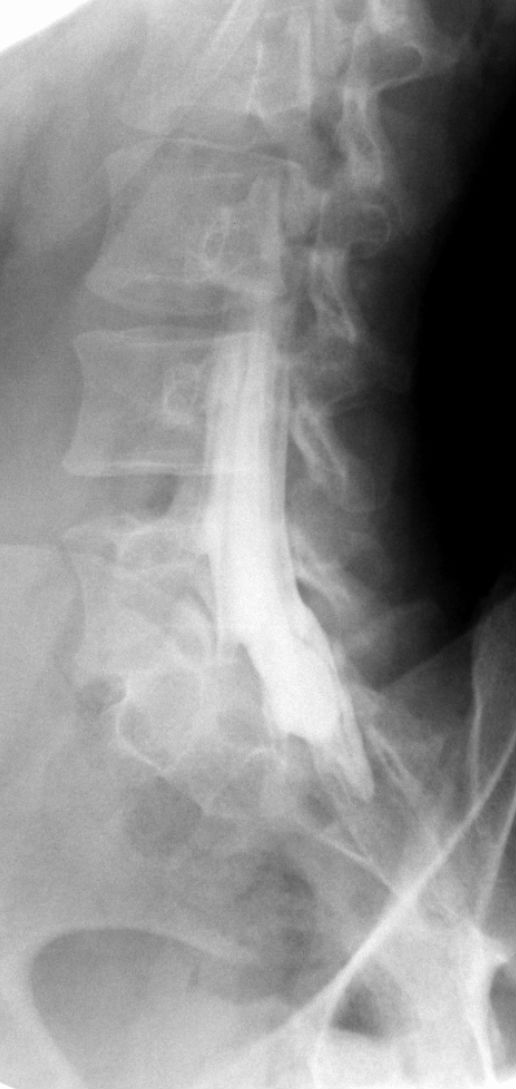
Myelographie

ミエログラフィー（英: myelography）は脊髄腔の形状・交通性を診断するための臨床検査である。脊髄腔造影検査とも称される。

## 概要
腰椎もしくは頸椎を穿刺してヨード造影剤を脊髄腔内に注入し、X線でその拡散の様子を透視・撮影する。また、その後にCTを行う事もある。
MRIではリアルタイムに前後・左右に屈曲・伸展させた時の髄腔の変化を撮影することができないため、有用とされている。MRIに比べ、硬膜と腫瘍の癒着の様子を見ることが出来る場合もある。
また、脊椎症の診断については髄液の交通を評価できるという大きな利点があるため現在も行われている。
この場合、造影が途切れる（＝髄液が交通していない）ことは、その部位で狭くなった脊髄腔に脊髄（脊髄円錐部以下では、もちろん馬尾神経）が圧迫されている可能性を示唆する。
また、造影された状態でCTを施行することで神経根の近位も描出が可能となり、圧迫性病変の診断に役立つ。
ただし、頸椎椎間孔内ヘルニアについてはミエログラフィー・ミエロCT（およびMRI）で画像所見が得られないことも多い。責任高位として疑われる椎間において病変所見が乏しいものの、頸椎椎間孔内ヘルニアを疑えば整合的な説明が可能となる症例では、更なる検査として頸椎椎間板造影CTまたは神経根造影検査の実施を検討すべきである。なお、HAMASAKIらによれば、椎間孔内型頸椎椎間板ヘルニア15例のうち、MRIでは７例が陰性所見、ミエロCTでは８例が陰性所見となり、診断のつかない症例が約半数を占めたが、椎間板造影後CTでは全例で椎間孔内への造影剤の漏出を認め診断が得られたとしている（Hamasaki T, Baba I, Tanaka S, et al: Clinical characterizations and radioligic findings of pure foraminal-type cervical disc heriation．Spine, 2005; 30 E591-E596）。
ミエログラフィーの終了後は造影剤が頭蓋内に流入するのを防ぐために、30分程度は頭を高くした姿勢を維持する。